# Натали ду Тој
Натали ду Тој (енгл. Natalie du Toit; IPA: ; 29. јануар 1984, Кејптаун, Јужна Африка) је јужноафричка пливачица и параолимпијка. Једна је од пет особа са инвалидитетом које су учествовале на Олимпијским играма.
Пливањем се бави од своје 14. године. Фебруара 2001, након што је са тренинга ишла у школу скутером, доживела је саобраћајну несрећу и ампутирана јој је лева потколеница. Натали је наставила да се бави пливањем. На Свеафричким играма 2003. године у Абуџи се такмичила са пливачицама без инвалидитета и успела је да освоји златну медаљу у дисциплини 800 метара слободним стилом.
На Параолимпијским играма и Играма Комонвелта, у конкуренцији такмичара са инвалидитетом је освојила велики број медаља. Такође је успела да испуни норму и за наступ на пливачком маратону од 10 километара на Олимпијским играма 2008. године у Пекингу, где је заузела 16. место. На церемонији отварања је носила заставу Јужне Африке.
Натали је проглашена за најбољу светску пливачицу са инвалидитетом 2008. и за најбољу светску спортисткињу са инвалидитетом 2010. године.